# Sepaicutea unicolor
Sepaicutea unicolor là một loài bọ cánh cứng trong họ Cerambycidae.